# Посольство України в Мозамбіку
Посольство України в Мозамбіку — дипломатична місія України в Мозамбіку.

## Завдання посольства
Основне завдання Посольства України в Республіці Мозамбік — представляти інтереси України, сприяти розвиткові політичних, економічних, культурних, наукових та інших зв’язків, а також захищати права та інтереси громадян і юридичних осіб України, які перебувають на території Республіки Мозамбік.
Посольство сприяє розвиткові міждержавних відносин між Україною та Мозамбіком на всіх рівнях, з надання допомоги гармонійного розвитку взаємних відносин, а також співробітництва з питань, що становлять взаємний інтерес. Посольство виконує також консульські функції.

## Історія дипломатичних відносин
Мозамбік визнав незалежність України 17 березня 1992 року. Країни встановили дипломатичні відносини 19 серпня 1993 року.
До 2024 року інтереси громадян України в Республіці Мозамбік захищало Посольство України в Південній Африці.
В 2006-2007 роках інтереси України в Республіці Мозамбік захищало Посольство України в Республіці Ангола та Надзвичайний і Повноважний Посол України в Республіці Мозамбік (за сумісництвом) Лакомов Володимир Іванович.
23 жовтня 2017 року відбулось офіційне відкриття Почесного консульства України в м. Мапуту; почесним консулом України призначений мозамбіцький бізнесмен Абіліу де Лобау Соейру Джуніор.
В травні 2023 року міністр закордонних справ України Дмитро Кулеба та президент Мозамбіка Філіпе Ньюзі домовилися про створення посольства України в Мозамбіку.
15 квітня 2024 р. відбулось офіційне відкриття Посольства України  в Республіці Мозамбік.

## Керівники дипломатичної місії
| N | Країна  | Посол                            | Зображення | Термін      |
| - | ------- | -------------------------------- | ---------- | ----------- |
| 1 | Україна | Гур'янов Леонід Миколайович      |            | (1998-1999) |
| 2 | Україна | Турянський Ігор Мефодійович      |            | (2002-2003) |
| 3 | Україна | Скуратовський Михайло Васильович |            | (2004-2006) |
| 4 | Україна | Лакомов Володимир Іванович       |            | (2006-2007) |
| 5 | Україна | Абравітова Любов Олександрівна   |            | (2021-2025) |
| 6 | Україна | Троненко Ростислав Володимирович |            | (2025-)     |

## Торговельно-економічне співробітництво між Україною та Мозамбіком
За підсумками 2021 року обсяг двосторонньої торгівлі товарами склав 34,88 млн дол. США та зменшився у порівнянні з аналогічним періодом 2020 року на 4,3%. При цьому експорт товарів з України до Мозамбіку склав 22,88 млн дол. США (зменшення на 15,8%), а імпорт товарів з Мозамбіку в Україну склав майже 12,00 млн дол. США (збільшення на 29%). Позитивне сальдо для України за цей період склало 10,88 млн дол. США. 
Український експорт, в основному, складався із зернових культур, експортовано на суму 15,81 млн дол. США (зменшення на 25,3%) та добрив – майже 6 млн дол. США (у 2020 році експорт зазначеної продукції відсутній). 
Імпорт на 96,3% складала продукція тютюну та його промислових замінників, імпортовано на суму 11,55 млн дол. США (зростання на 35,6%).
Експорт послуг у 2021 році склав 90,0 тис. дол. США (зростання у 4,6 рази).